# 水野節彦
水野 節彦（みずの さだひこ、1940年11月3日 - ）は、元NHKチーフアナウンサーで、現在はフリーアナウンサー。

## 人物
東京都立文京高等学校を経て慶應義塾大学経済学部を卒業後、1964年入局。現役時代はスポーツ実況などを担当していた。NHKを定年退職後は「番組出演契約」の形となり、NHKで「ラジオ深夜便」アンカーを務めた後、神奈川県藤沢市にあるNPOで、もとは亡くなった母親が立ち上げた「耳から聞く図書館」の事務局長として活動している。

## 現在の担当番組
- 気象通報　日曜日22時放送分・月曜日9時放送分（随時）
- 大相撲中継（リアルタイム字幕放送の字幕ナレーター）
- ラジオ深夜便・「あすへの言葉」インタビュアー・ディレクター
- ラジオニュース（主に日曜夜間から月曜早朝の時間帯）

## 過去の担当番組
- NHKプロ野球、サッカー、アメリカンフットボールなど各種スポーツ放送
  - 1986 FIFAワールドカップメキシコ合衆国大会・アルゼンチン対旧・西ドイツ
  - 1995 選抜高校野球大会 1回戦 銚子商−PL学園
- Jリーグ中継（スカパー!など主にCS放送向けの中継）
- ラジオ深夜便（偶数週火曜日アンカー　2001年4月～2009年9月）